# Taenaris agrippa
Taenaris agrippa är en fjärilsart som beskrevs av Hans Fruhstorfer 1903. Taenaris agrippa ingår i släktet Taenaris och familjen praktfjärilar. Inga underarter finns listade i Catalogue of Life.